# HK P8
Heckler & Koch USP, також HK P8 — німецький пістолет, розроблений фірмою Heckler & Koch у 1993 році у рамках програми Universal Selbstlade Pistole (Універсальний самозарядний пістолет).
Heckler & Koch USP був розроблений для американського ринку під набій .40 S&W. У 1996 дещо модернізований зразок калібру 9×19 мм Парабелум було взято озброєння німецькою армією як Р8.

## Варіанти
Пістолет USP спершу проектувався під набій .40 S&W, але на момент виходу з'явився також варіант для 9×19 мм Парабелум. У травні 1995 було запропоновано варіант для .45 ACP.
В 1996 році презентовано серію USP Compact, що включала варіанти під набої 9 mm Parabellum, .40 S&W, .45 ACP, та .357 SIG. Пізніше були додані інші серії — USP Tactical, USP Expert, USP Match, USP Elite, а також P8 — стандартний пістолет армії Німеччини та ще 11 країн, зокрема і Служба безпеки України відділ Альфа[джерело?].
Однією з унікальних особливостей USP є велика кількість можливих варіантів виконнання ударно-спускового механізму. Компанія пропонує до десяти модифікацій, які можуть бути легко змінені.

## Використання

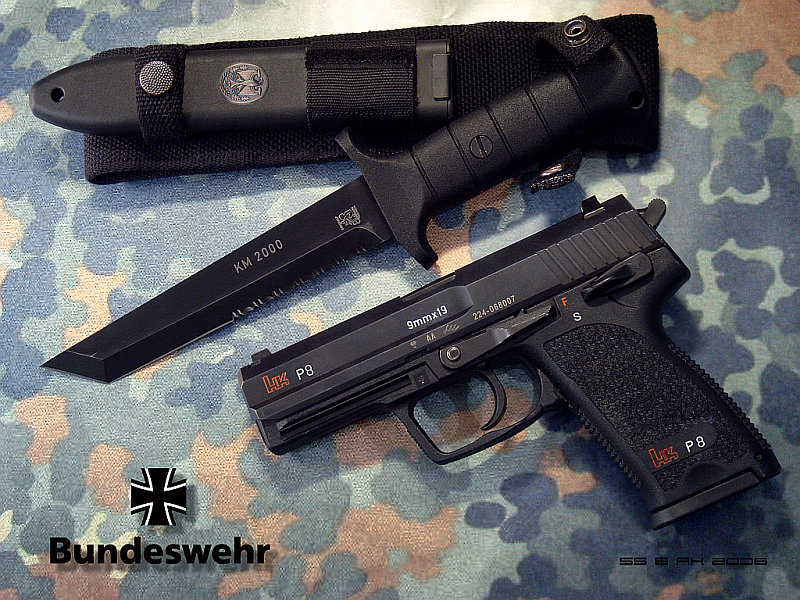
Ніж KM2000 та пістолет P8 німецької армії.

У 1994 році пістолет USP з незначними модифікаціями було прийнято як стандартну зброю армії Німеччини під назвою P8. Було змінено тип нарізки ствола та інвертовано положення запобіжника.
Під назвою P10 цей пістолет використовується німецькою поліцією.
З 1998 різні варіанти USP почали використовуватись американськими спецслужбами.